# Torba papierowa

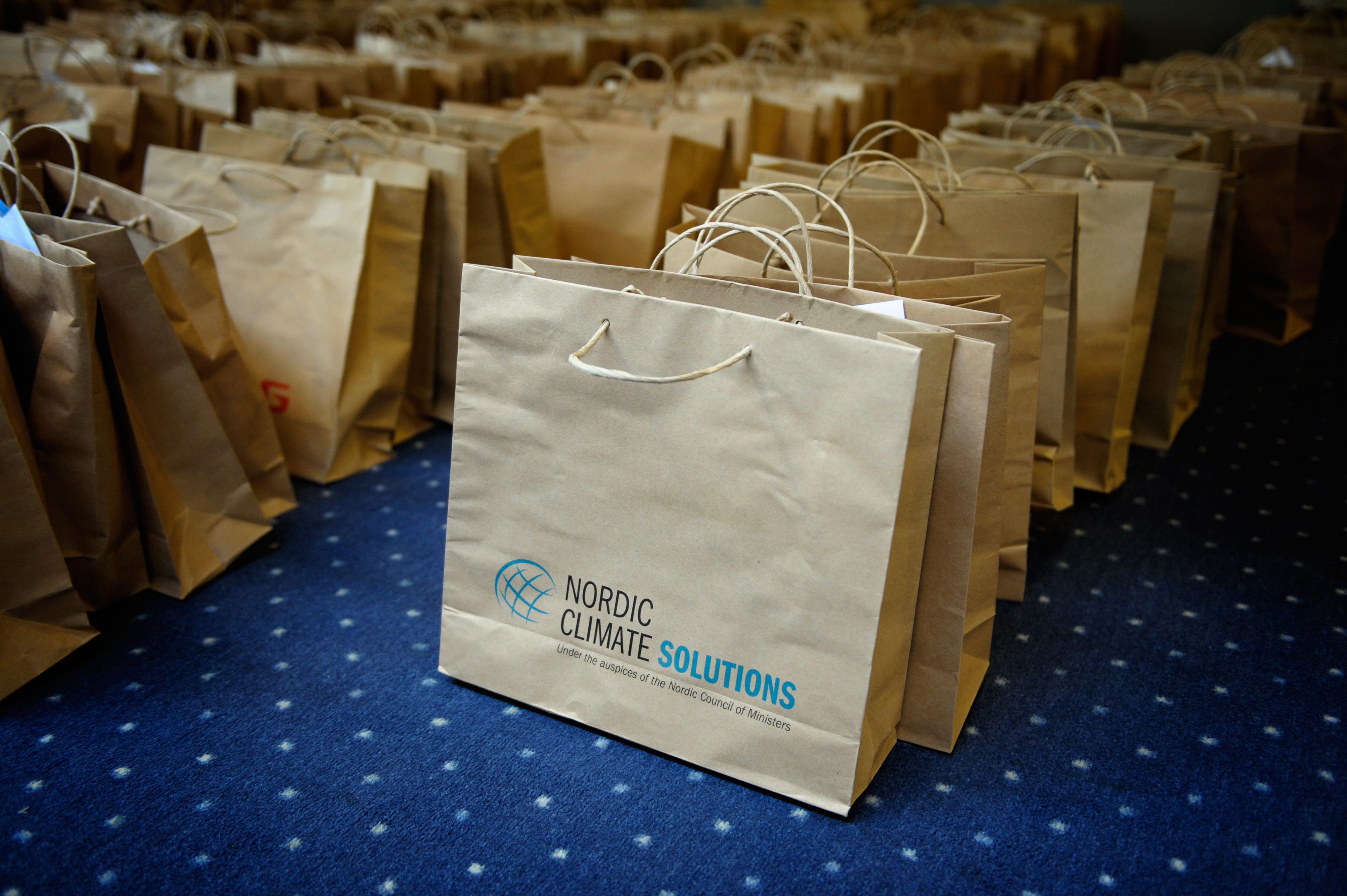
Torba papierowa na zakupy

Małe torebki papierowe, tzw. tutki

Torba papierowa – najczęściej reklamowa torba papierowa tradycyjnie produkowana z papieru wytworzonego z makulatury typu Kraft. Zwykle używany jest papier o gramaturze 80–110 g/m², bardzo często o fakturze prążkowanej.
Obecnie papier, z którego wykonuje się torebki, często bywa również kolorowy z kolorowymi nadrukami. Do barwienia i nadruków używa się farb ekologicznych.
Metodę maszynowej produkcji papierowych toreb o płaskim, kwadratowym dnie opracowała Margaret Knight.